# 庫斯卡坦辛戈
庫斯卡坦辛戈（西班牙語：Cuscatancingo），是薩爾瓦多的城鎮，位於該國中西部，由聖薩爾瓦多省負責管轄，面積5.40平方公里，海拔高度603米，2007年人口66,400，人口密度每平方公里12,296.3人。
13°44′N 89°11′W / 13.733°N 89.183°W